# Pigeon Island (Grenadinen)
Pigeon Island ist eine kleine unbewohnte Insel der Grenadinen. Sie gehört zum Inselstaat St. Vincent und die Grenadinen und liegt etwa 400 Meter südwestlich der Insel Isle à Quatre vorgelagert. 